# Chiara Gensini
 (juin 2025).
Si vous disposez d'ouvrages ou d'articles de référence ou si vous connaissez des sites web de qualité traitant du thème abordé ici, merci de compléter l'article en donnant les références utiles à sa vérifiabilité et en les liant à la section « Notes et références ».
Chiara Gensini, née le 2 mai 1982 à Rome dans la région du Latium en Italie, est une actrice italienne.

## Biographie
Chiara Gensini naît à Rome d'une père italien et d'une mère grecque. Elle prend des cours d'arts dramatiques à la London Drama School à Londres puis de retour à Rome suit les cours de Jenny Tamburi et de Bernard Hiller.
Elle débute au cinéma dans le film dramatique  Tickets de Ken Loach en 2005. L'année suivante, elle joue dans Medieval Pie : Territoires vierges (Virgin Territory), l'adaptation du Décaméron de Boccace par David Leland. Elle apparaît ensuite à la télévision et au cinéma dans des rôles secondaires. En 2008, elle prend ainsi part à la deuxième saison de la série télévisée Capri et en 2011 à la troisième saison de la série I liceali. En 2010, elle est à l'affiche du thriller Oggetti smarriti de Giorgio Molteni (it). En 2012, elle tourne une publicité pour la marque d'eau italienne Ferrarelle (it).
En 2016, elle est à l'affiche du premier film de Claudio Rossi Massimi, le road-trip italo-grecque La Sindrome di Antonio et joue dans le second film de Saverio Di Biagio, La ragazza dei miei sogni. En 2018, elle est à l'affiche du film grec The Waiter de Steve Krikris

### Au cinéma

#### Longs-métrages
- 2005 : Tickets de Ken Loach
- 2007 : Medieval Pie : Territoires vierges (Virgin Territory) de David Leland
- 2009 : I mostri oggi d'Enrico Oldoini - épisode : Fanciulle in fiore
- 2010 : Oggetti smarriti de Giorgio Molteni (it)
- 2010 : Sharm el Sheikh - Un'estate indimenticabile d'Ugo Fabrizio Giordani (it)
- 2011 : Almeno tu nell'universo d'Andrea Biglione
- 2014 : Tutto molto bello de Paolo Ruffini
- 2016 : La Sindrome di Antonio de Claudio Rossi Massimi
- 2017 : La ragazza dei miei sogni de Saverio Di Biagio
- 2018 : The Waiter de Steve Krikris

#### Courts-métrages
- 2015 : L'insonne d'Allesandro Giordani

### À la télévision

#### Séries télévisées
- 2005 : Julia Corsi, commissaire (Distretto di polizia) de Lucio Gaudino
- 2006 : Buttafuori de Giacomo Ciarrapico
- 2008 : Capri 2 d'Andrea Barzini et Giorgio Molteni (it)
- 2009 :  I Cesaroni 3 de Stefano Vicario et Francesco Pavolini, épisode Roulette russa
- 2009 : L'ispettore Coliandro 3 : épisode Sempre avanti des frères Manetti
- 2010 : All Stars de Massimo Martelli
- 2011 : I liceali 3 de Francesco Miccichè et Massimiliano Papi
- 2012 : Rex (Il Commissario Rex) d'Andrea Costantini
- 2012 : Kubrik - Una Storia Porno
- 2013 : Un medico in famiglia 8, épisode La falsaria involontaria

#### Téléfilms
- 2007 : L'uomo della carità - Don Luigi Di Liegro d'Alessandro Di Robilant
- 2015 : Una casa nel cuore d'Andrea Porporati

#### Publicité
- 2012 : Ferrarelle de Leone Pompucci

### Au théâtre
- 2006 : Lysistrata de F. Tarsi